# Olga Kuzenkova
Olga Kuzenkova (Smolensk, Rusia, 4 de octubre de 1970) es una atleta rusa, especialista en la prueba de lanzamiento de martillo, en la que ha logrado ser campeona olímpica en 2004.

## Carrera deportiva
Su mayor triunfo deportivo fue ganar la medalla de oro en las Olimpiadas de Atenas 2004 quedando por delante de las cubanas Yipsi Moreno y Yunaika Crawford. Cuatro años antes, en las Olimpiadas de Sídney 2000 ganó la plata en la misma prueba.
En el Mundial de París 2003 ganó la medalla de plata, con un lanzamiento de 71.71 metros, tras la cubana Yipsi Moreno y por delante de la francesa Manuela Montebrun.